# Herman Klasson Fleming
Herman Klasson Fleming (1619-1673), conseiller d'État, amiral et gouverneur général de Finlande.